# Barfußgäßchen
La Barfußgäßchen est une ruelle de 160 mètres de long dans le centre-ville de Leipzig en Allemagne. 

## Situation et accès
Elle relie le Markt au Dittrichring et constitue l'un des lieux de fête de la ville.

## Origine du nom
Le nom Barfußgäßchen signifie littéralement « petite ruelle des pieds nus » en allemand. Il tire son origine du monastère franciscain fondé au XIIIᵉ siècle dans dans la partie nord-ouest du centre de Leipzig. C'est ainsi que le nom de Barfußgasse s'est établi pour le chemin du marché au monastère.

## Historique
Dans la première moitié du XIIIe siècle, un monastère de l'Ordre des Frères mineurs, également appelés déchaussées ou pieds nus parce qu'ils ne portaient pas de chaussures ou tout au plus de sandales, fut construit dans la partie nord-ouest de la ville. Ainsi, le nom Barfußgasse (ruelle aux pieds nus) est devenu courant pour le trajet allant du marché au monastère. Il menait du marché à l'ouest jusqu'à la Klostergasse en venant du sud, puis au nord-ouest jusqu'au monastère, en passant par un petit passage à travers les remparts de la ville, le Barfußpförtchen. Dès 1439, la partie arrière de la Barfußgäßchen, de la Klostergasse au monastère et plus loin jusqu'à la porte Ranstädt, s'appelait Fleischergasse, qui fut divisée en Große et Kleine Fleischergasse en 1839. Cela mit fin à la Barfußgäßchen dans la Klostergasse.
À partir de 1902, les maisons de la Klostergasse et de la Kleine Fleischergasse ont été démolies afin de créer un prolongement du Barfußgäßchen vers l'ouest jusqu'à Thomasring en tant que tronçon du périphérique intérieur de la ville (à partir de 1917 Dittrichring). La nouvelle section de la rue a été construite avec des bâtiments résidentiels et commerciaux de style historiciste jusqu'en 1910.
Lors du bombardement de Leipzig pendant la Seconde Guerre mondiale, le numéro 11 a été légèrement endommagé et le numéro 15 a été gravement endommagé dans cette partie. De ces derniers, il ne reste que le rez-de-chaussée. La reconstruction complète n'a eu lieu qu'en 1996. Outre une agence de voyages au n° 11 et un magasin d'articles pour enfants au n° 13, après la fermeture en 2008 de la célèbre boutique de timbres des frères Senf, le rez-de-chaussée de Barfußgäßchen est presque exclusivement utilisé pour la gastronomie.

## Développement
L'entrée du marché est flanquée au nord par la König-Albert-Haus, construite en 1913, qui se trouve du côté sud en face de l'ancien bâtiment des foires Kaufhalle de 1848. Entre les deux bâtiments qui font partie du marché, le Barfußgäßchen a son point le plus étroit à environ 6 mètres; la section suivante mesure environ 8 mètres de largeur.
Du côté sud, se trouvent trois maisons attenantes au grand magasin, qui ont été construites avec le prédécesseur du grand magasin au XVIe siècle et qui possèdent encore des voûtes en arc-de-cloître au rez-de-chaussée. Ces soi-disant Zinshäuser (maisons à revenus) sont les immeubles d'habitation les plus anciens de la ville. En tant que maison d'angle de la Klostergasse, l'auberge traditionnelle Zills Tunnel suit sa conception de 1887. À l'ouest de la Klostergasse se trouve un complexe de trois bâtiments de quatre étages construits entre 1904 et 1906, appelé Trifugium.
Du côté nord, la König-Albert-Haus avec quatre numéros de maison (2 à 8) s'étend jusqu'à Barfußgäßchen. Après un autre bâtiment, la Kleine Fleischergasse entre en biais, créant une petite place triangulaire sur laquelle se dresse depuis 1913 la fontaine Lipsia, également connue sous le nom de fontaine Puttos. La maison Lipsia a été construite sur le côté ouest de la place en 1909/1910, où le cinéma Filmeck a fonctionné jusqu'en 1963.

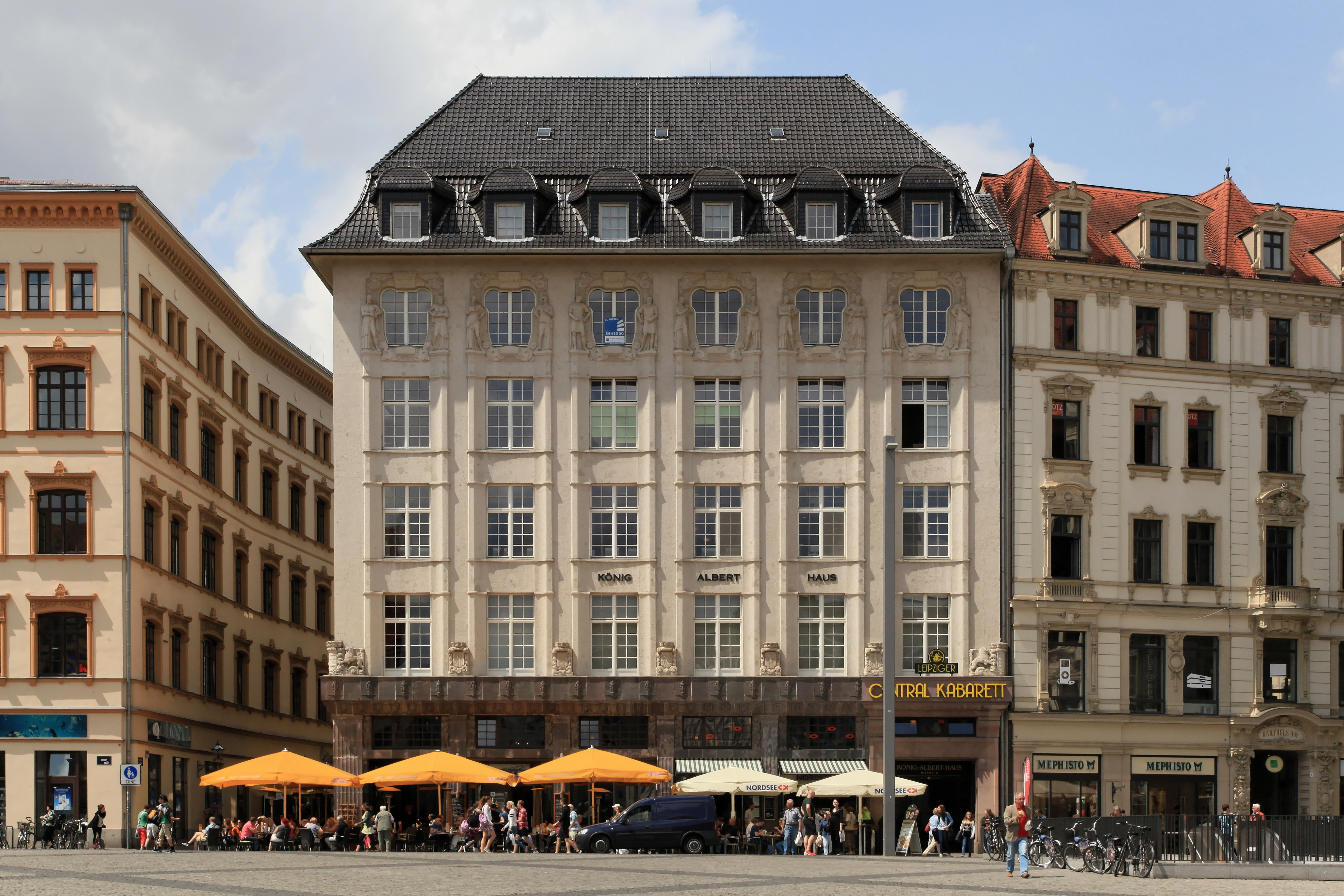
Début du Barfußgäßchen au Markt (2015)
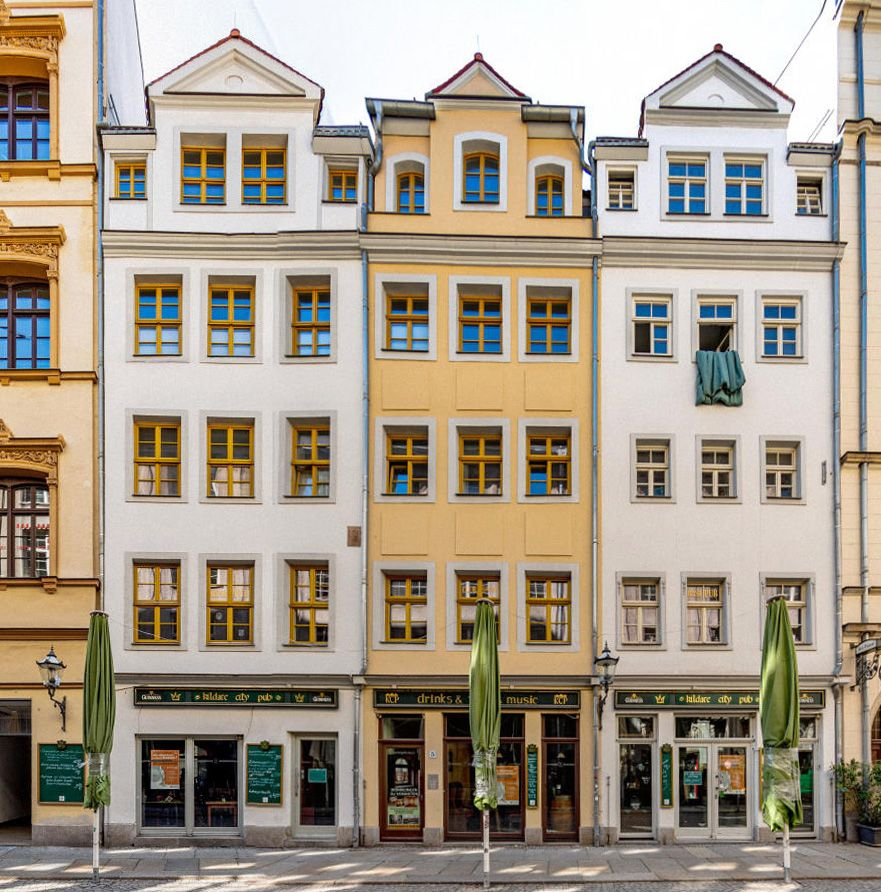
Immeubles d'habitation du XVIe siècle (2020)
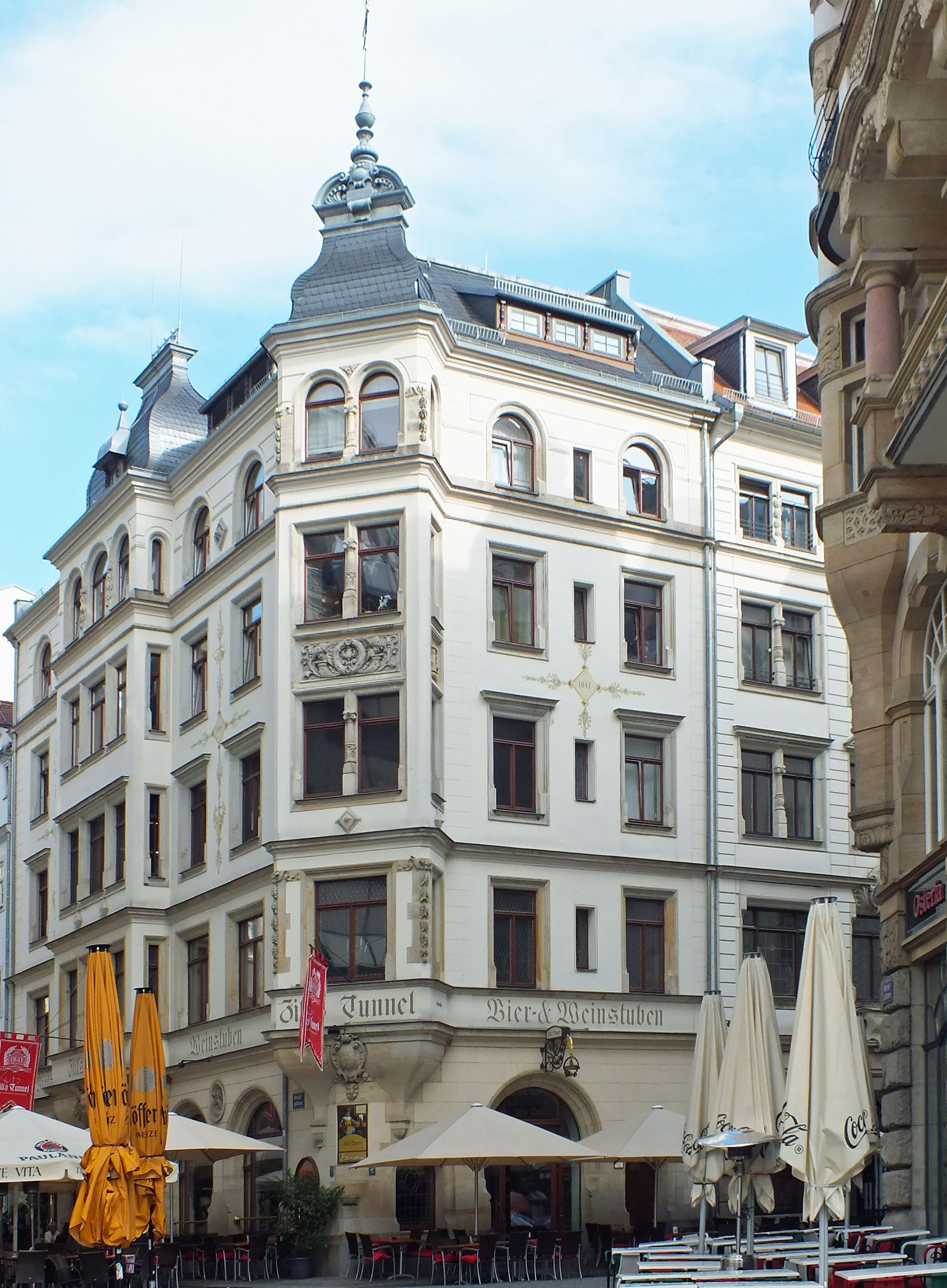
Zills Tunnel (2017)
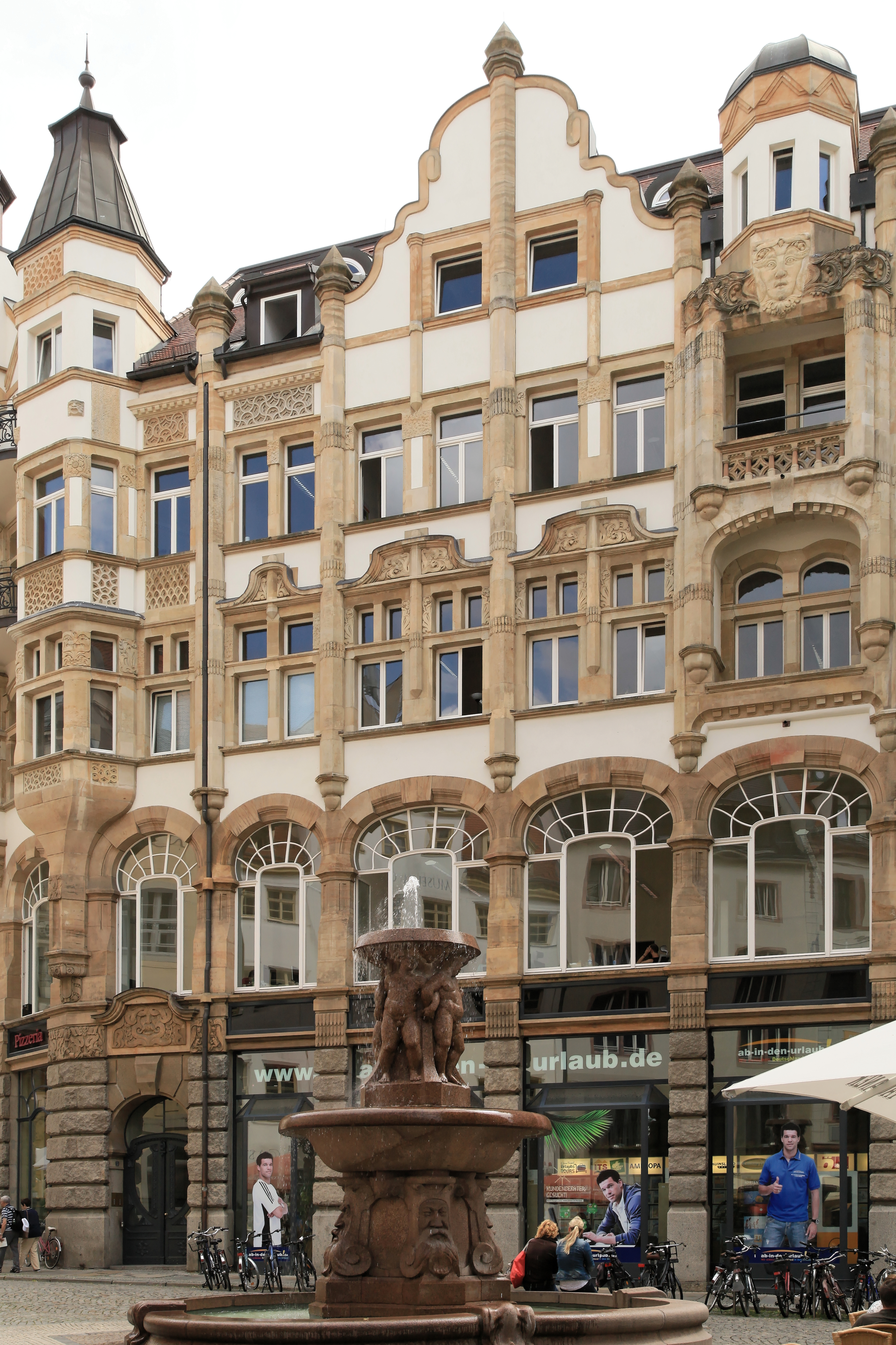
Une partie du Trifugium, Barfußgäßchen No. 11 (2015)
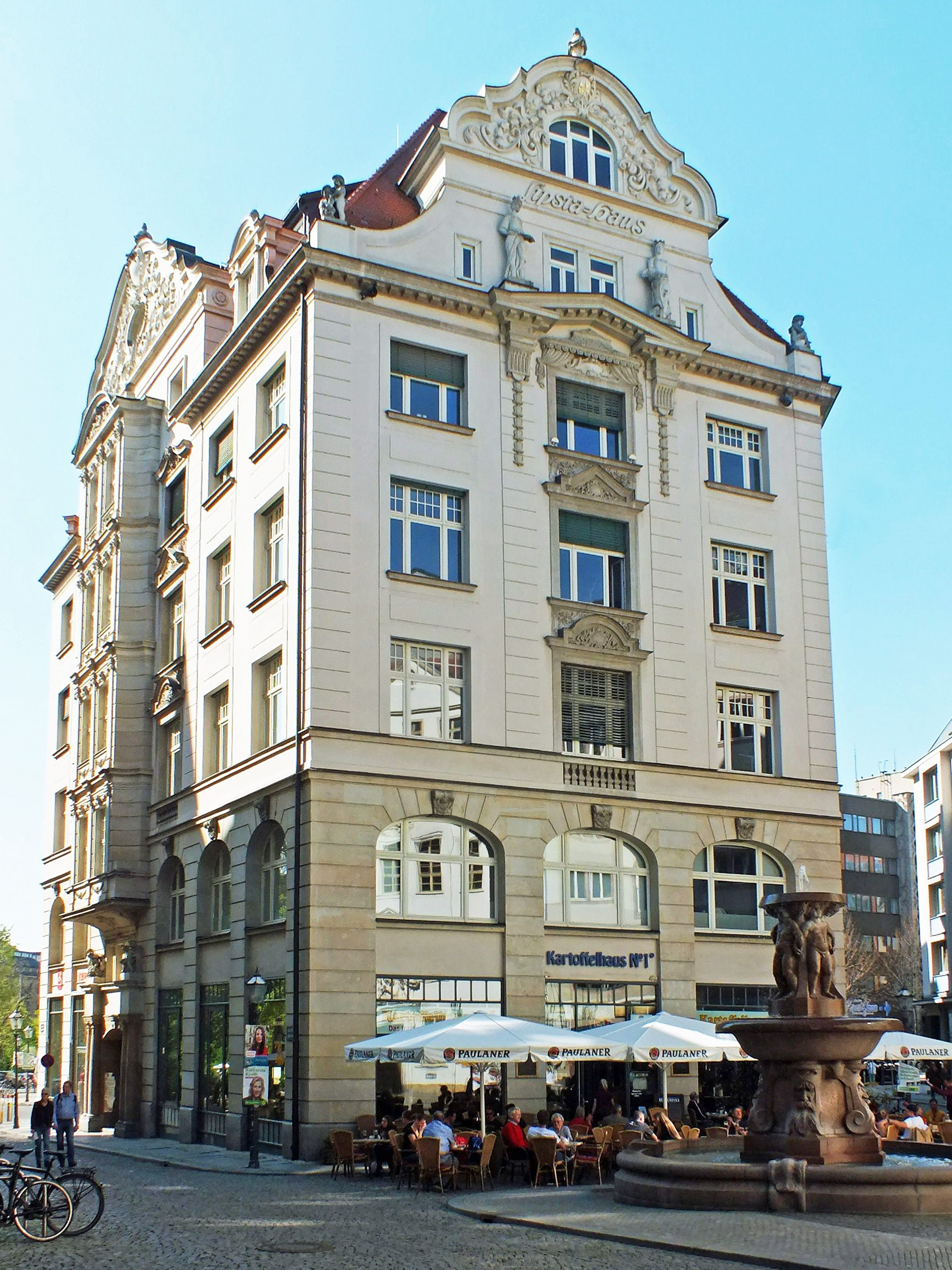
Maison Lipsia avec fontaine Lipsia (2019)

## Gastronomie
Il y a onze établissements de restauration, des restaurants bourgeois traditionnels aux pubs alternatifs branchés avec l'adresse Barfußgäßchen sur les 160 mètres de longueur de la ruelle. Toute l'année, vous pouvez utiliser les nombreux sièges extérieurs ici jusque tard dans la nuit.
Le Barfußgäßchen est le centre de la zone des pubs Drallewatsch, qui couvre presque tout le centre-ville ouest.